# Віра Нарасімха Тулува
Віра Нарасімха Тулува або Нарсімха III (*д/н —1509) — магараджахіраджа (цар царів) Віджаянагарської імперії у 1505–1509 роках.

## Життєпис
Походив з роду тулува. був сином Нарасанаякі, впливового військовика, який після смерті володаря Нарасімхараї Салуви став фактичним володарем імперії. після його смерті у 1505 році розпочалася боротьба за владу між впливовими феодалами. Проте Вірі Нарасімхі вдалося приборкати ворогів, а потім він скинув номінального правителя Нарасімху II, ставши магараджахіраджею.
Із самого початку новий володар вимушений був воювати проти Біджапурського султанату на чолі із Юсуфом. Зрештою останнього було переможено. Віджаянагар отримав області Адоні й Карнул. Останні роки Віра Нарасімха провів, придушуючи численні заколоти феодалів. Це вдалося завдяки підтримці португальців. Натомість ті отримали контроль над портом Бхаткал.
У 1509 році раптово помирає. Владу після нього перебрав зведений брат Крішнадеварая.